# Amplificador diferencial

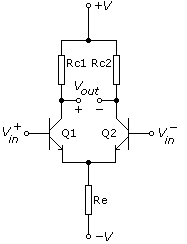
Esquema elétrico de um amplificador diferencial.

Um amplificador diferencial é um tipo de amplificador eletrônico que multiplica a diferença entre duas entradas por um valor constante (o ganho diferencial). Um amplificador diferencial é o estágio de entrada da maioria dos amplificadores operacionais. Dadas duas entradas {\displaystyle V_{\mathrm {in} }^{+}} e {\displaystyle V_{\mathrm {in} }^{-}}, um amplificador diferencial perfeitamente simétrico dá uma saída {\displaystyle V_{\mathrm {out} }}:

{\displaystyle V_{\mathrm {out} }=A_{\mathrm {d} }(V_{\mathrm {in} }^{+}-V_{\mathrm {in} }^{-})}
onde {\displaystyle A_{\mathrm {d} }} é o ganho de modo diferencial. 
Amplificadores práticos nunca são perfeitamente simétricos, o que significa que o amplificador produz uma tensão de saída mesmo que as duas entradas tenham o mesmo potencial (o chamado 'modo comum') O Ganho de modo comum, {\displaystyle A_{\mathrm {c} }}:
{\displaystyle V_{\mathrm {out} }=A_{\mathrm {c} }{\frac {V_{\mathrm {in} }^{+}+V_{\mathrm {in} }^{-}}{2}}}
{\displaystyle A_{\mathrm {c} }={\frac {{2}V_{\mathrm {out} }}{V_{\mathrm {in} }^{+}+V_{\mathrm {in} }^{-}}}}

A razão de rejeição de modo comum é comumente definida como a razão entre o ganho de modo diferencial e o ganho de modo comum:
{\displaystyle \mathrm {CMRR} ={\frac {A_{\mathrm {d} }}{A_{\mathrm {c} }}}}
Um amplificador diferencial é uma forma de circuito mais geral do que o amplificador com uma única entrada; pois ligando uma das entradas do amplificador diferencial à massa, temos como resultado um amplificador de uma saída.
Os amplificadores diferenciais são encontrados em muitos sistemas que utilizam realimentação negativa, aonde uma entrada é utilizada para o sinal de entrada, e a outra para o sinal de realimentação. Uma aplicação comum é o controle de motores ou servomecanismos, assim como para aplicações com amplificação de sinais. Em eletrônica discreta, um modo comum da implementação dos amplificadores diferenciais é a saída longa, que é muito utilizada como o elemento diferencial na maioria dos circuitos integrados de amplificadores operacionais.